# Pub (album)
Pub je prvi studijski album pjevača Đorđa Balaševića, objavljen 1982.

## Popis pjesama
1. Ilona (3:42)
2. Ratnik paorskog srca (4:37)
3. Za sve je kriv Toma Sojer (3:17)
4. Za treću smenu (3:32)
5. Lepa Protina kći (3:22)
6. Pesma o jednom petlu (3:30)
7. Boža zvani Pub (4:04)
8. Predlog (3:17)
9. Na pola puta (4:56)